# Euploea latreillei
Euploea latreillei är en fjärilsart som beskrevs av Kirsch 1877. Euploea latreillei ingår i släktet Euploea och familjen praktfjärilar. Inga underarter finns listade i Catalogue of Life.